# تیم ملی فوتبال زیر ۲۱ سال مولداوی
تیم ملی فوتبال زیر ۲۱ سال مولداوی (انگلیسی: Moldova national under-21 football team) یا تیم ملی فوتبال جوانان مولداوی، نماینده کشور مولداوی در مسابقات فوتبال جوانان اروپا و جهان است که زیر نظر فدراسیون فوتبال مولداوی فعالیت می‌کند.